# هدی بن عامر
هدی بن عامر؛ زادهٔ ۱۹۵۴ سیاستمدار سابق اهل لیبی است. او که از پیروان حاکم سابق لیبی، سرهنگ معمر قذافی بود در دوران زمانداری قذافی دبیر کنگره عمومی مردمی بازرسی کنترل مردم و شهردار بنغازی تا جنگ داخلی لیبی بود.
بن عامر در مرج نزدیک بنغازی به دنیا آمد و در دانشگاه گاریونیس بنغازی تحصیل کرد. بن عامر که متعلق به یک خانواده فقیر و بدون نفوذ بود، در یک اعدام در ملاء عام توسط دولت قذافی در سال ۱۹۸۴ به شهرت رسید. این رویداد در استادیوم بسکتبال بنغازی به عنوان محاکمه یکی از دشمنان سیاسی قذافی، صادق حامد الشوهدی، مهندس که به‌طور مسالمت آمیز علیه حکومت سرهنگ مبارزه می‌کرد، اعلام شده بود. اما در عوض، دانش‌آموزان و دانش‌آموزانی که برای این منظور گرد هم آمده بودند، مجبور شدند اعدام الشوهدی را با چوبه دار ببینند. در حالی که مرد حلق آویز شده روی چوبه دار می‌پیچید، بن عامر جلو آمد و پاهای الشوهدی را گرفت و او را به پایین کشید تا اینکه دست از مبارزه برداشت و مرد.
آن نمایش بی‌رحمی که بعداً دوست داشت دربارهٔ آن ببالد نفرت دائمی مردم بنغازی را به جا گذاشت و لقب هدای قاتل را گرفت. با این حال، قذافی را که اعدام را از طریق تلویزیون زنده تماشا می‌کرد، تحت تأثیر قرار داد. او متعاقباً بن عامر را به سمت‌های عالی دولتی ارتقا داد، از جمله دو بار شهردار بنغازی و یکی از اعضای برجسته لژیون توریا، سازمان کمیته‌های انقلابی قذافی بود. در نهایت او مورد علاقه قذافی و یکی از ثروتمندترین و قدرتمندترین زنان لیبی شد.
در جریان قیام ملی در اوایل سال ۲۰۱۱، جمعیتی به عمارت وسیع بن عامر در بنغازی هجوم بردند و در پی یافتن او رفته، آن را به آتش کشیدند. بعداً در مارس ۲۰۱۱، او در یکی از سخنرانی‌های تلویزیونی قذافی در کنار قذافی دیده شد. در ۲ سپتامبر ۲۰۱۱، گوما الگاماتی، هماهنگ‌کننده شورای ملی انتقالی بریتانیا در توییتر نوشت که بن عامر در طرابلس توسط نیروهای NTC دستگیر شده‌ است.
دستگیری او هرگز تأیید نشد و او محاکمه نشد. او در سال ۲۰۱۹ با تلویزیون جماهیریه که تحت کنترل قذافی مصاحبه کرد در سال ۲۰۲۲، او مصاحبه دیگری از طریق برنامه Clubhouse انجام داد که در آن خانواده نخست‌وزیر عبدالحمید دبیبه را به فساد متهم کرد.